# Полишко, Илья Панкратьевич
Илья Панкратьевич Полишко (1912, Андреевка, Константиноградский уезд, Полтавская губерния, Российская империя — 1992, Красное, Одесская область) — украинский советский деятель, новатор сельскохозяйственного производства, свиновод-механизатор совхоза «Красный» Тарутинского района Одесской области. Депутат Верховного Совета УССР 6-го созыва. Герой Социалистического Труда (28.02.1962).

## Биография
Родился в бедной крестьянской семье. Трудовую деятельность начал в 1930 году колхозником.
В 1944—1959 годах — рабочий, а потом бригадир животноводческих ферм совхозов «Париж» («Первомайский») Арцизского района и «Красный» Тарутинского района Измаильской (с 1954 г. — Одесской области.
С 1959 года — свиновод совхоза «Красный» села Красное Тарутинского района Одесской области.
Мастер большегруппового откорма свиней, ударник коммунистического труда. Механизировал трудоемкие процессы на свиноферме, что позволило достичь значительных результатов в откорме свиней. В 1961 году с двух механизированных откормочных пунктов, закрепленных за Ильей Полишко, совхоз сдал государству 4200 свиней общим весом более четырёх тысяч центнеров. Себестоимость центнера свинины не превышала 26 рублей.
Член КПСС с 1961 года.

## Награды
- Герой Социалистического Труда (28.02.1962)
- орден Ленина (28.02.1962)
- орден Трудового Красного Знамени (08.04.1971)
- медаль «За трудовую доблесть» (26.04.1963)